# Aymeric Laporte
Aymeric Jean Louis Gérard Alphonse Laporte (Agen, 27 de maio de 1994) é um futebolista francês naturalizado espanhol que atua como zagueiro. Atualmente, defende o Al-Nassr, e a Seleção Espanhola.

## Clubes
Laporte começou a jogar futebol no Agen Futebol time de sua cidade natal, em 2000.  
Em 2009 passou a jogar no juvenil do Bayonnais antes de ser descoberto pelo Athletic Bilbao durante uma partida amistosa contra um selecionado de Aquitânia. 
Laporte fez sua estreia como profissional pelo Athletic Bilbao no dia 28 de novembro de 2012, durante uma partida da Liga Europa, contra o Hapoel Shmona. Sua primeira partida na Liga foi em 9 de dezembro de 2012 contra o Celta de Vigo. 
Durante a temporada 2013–2014, ele marcou seu primeiro gol com camisa do Athletic Bilbao no dia 28 de outubro de 2013 contra Getafe.

### Manchester City
No dia 30 de janeiro de 2018, Laporte foi anunciado oficialmente como reforço do Manchester City, passando a ser a transferência mais cara da história do clube, no valor de 65 milhões de euros (R$ 254 milhões). Ele fez sua estreia pelos Citizens em 31 de janeiro, em uma vitória por 3-0 em casa contra o West Bromwich. Em 25 de agosto de 2018, ele marcou seu primeiro gol pelo Manchester City, em um jogo fora de casa contra o Wolverhampton, marcando o gol de empate.
Laporte terminou sua primeira temporada pelos Citizens de forma fantástica, ele fez 51 aparições durante a temporada vencendo a primeira tríplice coroa doméstica na história do futebol inglês (Premier League, FA Cup, Copa da Liga, além do Community Shield). Ele marcou cinco gols ao longo da temporada, incluindo um gol importante no último dia da campanha da Premier League, quando o City venceu o Brighton e Hove Albion garantiu títulos consecutivos da liga e o segundo da carreira de Laporte. 
Já na temporada 2020-2021, Laporte foi passou a condição de reserva dos zagueiros Stones e Dias. Em 25 de abril de 2021, Laporte marcou o único gol na final da Copa da Liga Inglesa contra o Tottenham Hotspur para ajudar os Citizens a vencer a competição pela oitava vez em nove finais.
Na temporada 2022-23, Laporte teve um desempenho muito discreto, ele jogou apenas 11 partidas na temporada, depois de ficar atrás de nomes como Rúben Dias, Nathan Aké, John Stones e Manuel Akanji na lista de Guardiola.
Laporte encerrou sua passagem pelos Citizens com 180 jogos, com 12 gols.

### Al-Nassr
O Al-Nassr anunciou a contratação de Laporte em 24 de agosto de 2023. Ele assinou o contrato até 2026, segundo a imprensa saudita, custou 30 milhões de euros (R$ 160 milhões) aos cofres do Knights of Najd.

## Seleção Espanhola
Fora dos planos da Seleção Francesa, onde foi convocado mas nunca chegou a atuar, Laporte se naturalizou espanhol em 12 de maio de 2021, visando a disputa da Euro 2020. Por possuir ascendência basca, devido ter formação no Athletic Bilbao, o processo de naturalização foi permitida. 
Foi convocado para a Eurocopa de 2020 e para a Copa do Mundo FIFA de 2022.

## Títulos
Athletic Bilbao
- Supercopa da Espanha: 2015

Manchester City
- Premier League: 2017–18, 2018–19, 2020–21, 2021–22 e 2022–23
- Copa da Liga Inglesa: 2017–18, 2018–19 e 2020–21
- Supercopa da Inglaterra: 2018
- Copa da Inglaterra: 2018–19 e 2022–23
- Liga dos Campeões da UEFA: 2022–23[14]
- Supercopa da UEFA: 2023

Espanha
- Liga das Nações da UEFA: 2022–23
- Eurocopa: 2024

### Prêmios individuais
- Equipe do torneio do Campeonato Europeu Sub-19 de 2013[15]